# 황정오
황정오(黄正五, 1958년 4월 1일 ~ )는 대한민국의 유도 선수다.

## 학력
- 대구중앙중학교 졸업
- 계성고등학교 졸업
- 테네시 대학교 졸업

## 선수 경력
경상북도 선산군 무을면 무이리(현재는 구미시 소속)에서 태어났다. 어릴 때는 태권도를 배웠으나 대구중앙중학교와 계성고등학교에 진학하면서 유도를 배우기 시작했다. 1979년에 유도 국가대표로 발탁되었고 1980년 폴란드의 브로츠와프에서 열린 세계 대학 유도 선수권 대회 은메달을 획득해 주목 받기 시작했다.
1981년에는 인도네시아의 자카르타에서 열린 아시아 유도 선수권 대회에서 동메달을 따고, 네덜란드의 마스트리흐트에서 열린 세계 유도 선수권 대회에서도 동메달을 획득했다. 미국 로스앤젤레스에서 열린 1984년 하계 올림픽에서는 결승전까지 올라갔으나 일본의 마쓰오카 요시유키에게 패해 은메달에 머무르고 말았다.

## 은퇴 후
1985년에 은퇴한 황정오는 1987년에 미국의 테네시 대학교로 유학을 가면서 미국 생활을 시작했고, 유도 대신 태권도를 지도하기 시작했다. 현재 켄터키주 루이빌에서 자신의 이름을 딴 태권도 도장을 운영하고 있으며, 2010년에는 미국태권도고단자회 관장을 맡고 있다.